# Дайан Керролл
Дайан Керролл (англ. Diahann Carroll, уроджена Керол Дайан Джонсон (англ. Carol Diann Johnson); 17 липня 1935, Бронкс, Нью-Йорк, США — 4 жовтня 2019, Лос-Анджелес) — американська акторка, співачка та модель, чия кар'єра охоплює шість десятиліть, активістка проти раку молочної залози. Керролл з'явилася в ранніх голлівудських фільмах «Кармен Джонс» (1954) і «Поргі і Бесс» (1959) з темношкірими акторами на першому плані, а 1962 року увійшла в історію як перша чорна жінка, яка стала лауреаткою премії «Тоні». Керролл відтоді зіграла головну роль у ситкомі NBC «Джулія» (1968—1971), який став першим телевізійним шоу, де афроамериканська жінка зображувалася нестереотипно. З 1984 по 1987 рік вона грала Домінік Деверо в прайм-тайм мильної опери ABC «Династія», ставши першою темношкірою акторкою в ролі лиходійки в прайм-тайм-мильній опері.
У 1975 році Керролл номінувалася на «Оскар» у категорії Найкраща жіноча роль за головну роль у драмі «Клодін». Загалом за свою кар'єру вона п'ять разів номінувалася на «Еммі», тричі на «Золотий глобус» (вигравши у 1969 році за стрічку «Джулія»), а у 1990 році була удостоєна іменної зірки на голлівудській «Алеї слави».
Керролл народилася у Бронксі (Нью-Йорк), виросла в Гарлемі. Дитиною почала виявляти інтерес до професії артиста, займаючись співом і танцями. Закінчила вищу школу акторської майстерності в Манхеттені, а у 18 дебютувала на телебаченні, виступивши в ігровому шоу на неіснуючій в теперішній час мережі DuMont і отримавши головний приз у розмірі тисячі доларів.

## Кар'єра
У 1954 Даян Керролл дебютувала на великому екрані з другорядною роллю в мюзиклі «Кармен Джонс» (1954), граючи подругу героїні Дороті Дандрідж. Водночас вона дебютувала на бродвейській сцені, у мюзиклі «Будинок квітів». У 1959 році знялася в музичному фільмі «Поргі та Бесс», але її номери були дубльовані оперною співачкою Лоулі Джин Норман. У 1961 році вона знялася з Сідні Пуатьє у фільмі «Паризький блюз», а наступну роль на великому екрані зіграла лише через 6 років, у драмі «Поспішай захід сонця». Тим часом Керролл досягла успіху на театральній сцені, ставши першою темношкірою акторкою, яка виграла премію «Тоні» за головну роль у мюзиклі No Strings. Тим не менш, коли в Голлівуді вирішили екранізувати мюзикл, Керролл було відмовлено в ролі на користь білої акторки Ненсі Кван, через що Національна асоціація сприяння прогресу кольорового населення загрожувала студії Warner Bros. бойкотувати фільм, унаслідок чого його так і не було знято.
З 1968 по 1971 рік Керролл виконувала головну роль у ситкомі NBC «Джулія», завдяки чому стала першою афроамериканською акторкою з власним телешоу на американському телебаченні, де, на відміну від своїх попередників, була головною персонажкою, а не прислугою чи покоївкою. Окрім цього, роль у «Джулії» принесла їй «Золотий глобус» та номінацію на «Еммі» у 1969 році. У 1974 році, коли ситком завершився, Керролл повернулася до драматичних ролей, знімаючись у фільмі «Клодін», за що була номінована на «Оскар», ставши лише четвертою темношкірою акторкою, номіновану на премію за кращу жіночу роль. Проте з того часу Керролл зіграла лише кілька другорядних ролей на великому екрані, залишаючись активною на телебаченні. У 1976 році вона зробила спробу повернення на телебачення з власним вар'єте-шоу на CBS, яке тривало лише чотири епізоди.
У 1984 Керролл приєдналася до акторського складу прайм-тайм мильної опери ABC «Династія», граючи роль Домінік Деверо, зведеної сестри персонажа Джона Форсайта, а також ворога Алексіс (Джоан Коллінз). Вона дебютувала в шоу 2 травня 1984 року, ставши першою темношкірою акторкою, що грала лиходійку в прайм-тайм мильній опері. Загалом вона з'явилася у 72 епізодах, перш ніж піти із серіалу у 1987 році. Керролл також відіграла свою роль у недовговічному спін-оффі «Династія 2: Сім'я Колбі» на періодичній основі в період 1985—1986 років.
З 1989 по 1993 рік Керролл періодично з'являлася в сіткомі «Інший світ», отримуючи ще одну номінацію на «Еммі». Її наступна роль була в синдикованому серіалі «Самотній голуб» (1994—1995). У 1996 році Керролл грала головну роль у канадському виробництві мюзиклу «Бульвар Сансет», а в 1997 році з'явилася в фільмі «Притулок Єви» з Деббі Морган і Джерні Смоллетт. У наступні роки Керролл продовжувала кар'єру на сцені, а на екрані періодично з'являлася в серіалах «Половинка і половинка», «Сильні ліки», «Їжа для душі» та «Анатомія пристрасті», за роль в останньому номінуючись на «Еммі». З 2009 до 2014 року Керролл також періодично з'являлася в серіалі USA Network «Білий комірець».

## Особисте життя
Даян Керролл чотири рази була одружена, народивши в 1960 році від першого чоловіка дочку. У 1960-ті була заручена з Сідні Пуатьє, але до весілля справа не дійшла. Даян Керролл пройшла успішний курс лікування від раку молочної залози, ставши після цього активісткою у боротьбі з цією хворобою.